# Lanece Clarke
Lanece Clarke (* 4. November 1987 in Nassau) ist eine ehemalige bahamaische Leichtathletin, die sich auf den Sprint spezialisiert hat. Ihren größten Erfolg feierte sie mit dem Gewinn der Bronzemedaille in der 4-mal-400-Meter-Staffel bei den NACAC-Meisterschaften 2015 in San José.

## Sportliche Laufbahn
Erste internationale Erfahrungen sammelte Lanece Clarke im Jahr 2003, als sie bei den CARIFTA Games in Port of Spain in 3:53,86 min die Bronzemedaille mit der bahamaischen 4-mal-400-Meter-Staffel in der U17-Altersklasse gewann. 2005 belegte sie bei den CARIFTA Games in Bacolet in 24,41 s den fünften Platz im 200-Meter-Lauf in der U20-Altersklasse und gelangte über 400 Meter mit 58,84 s auf Rang acht. Anschließend schied sie bei den Panamerikanischen Juniorenmeisterschaften in Windsor mit 24,07 s im Vorlauf über 200 Meter aus. Daraufhin studierte sie in den Vereinigten Staaten an der McKendree University. 2006 gewann sie bei den Zentralamerika- und Karibikjuniorenmeisterschaften in Port of Spain in 45,71 s die Silbermedaille in der 4-mal-100-Meter-Staffel und belegte mit der 4-mal-400-Meter-Staffel in 3:49,74 min den vierten Platz. Anschließend verpasste sie bei den Juniorenweltmeisterschaften in Peking mit 45,41 s den Finaleinzug in der 4-mal-100-Meter-Staffel. Nach Abschluss ihres Studiums schied Clarke 2011 bei den Zentralamerika- und Karibikmeisterschaften (CAC) in Mayagüez mit 54,32 s in der Vorrunde im 400-Meter-Lauf aus. 2013 schied sie dann bei den CAC-Meisterschaften in Morelia mit 54,38 s erneut im Vorlauf über 400 Meter aus, gewann aber mit der 4-mal-400-Meter-Staffel in 3:36,41 min die Bronzemedaille hinter den Teams aus Trinidad und Tobago und Mexiko. Daraufhin startete sie mit der Staffel bei den Weltmeisterschaften in Moskau und verpasste dort mit 3:32,91 min den Finaleinzug.
Bei den IAAF World Relays 2014 in Nassau wurde sie in 3:31,71 min Zweite im B-Finale der 4-mal-400-Meter-Staffel. Anschließend schied sie bei den Commonwealth Games in Glasgow mit 55,24 s in der ersten Runde über 400 Meter aus und belegte im Staffelbewerb in 3:34,86 min den siebten Platz. Im Jahr darauf schied sie bei den Panamerikanischen Spielen in Toronto mit 54,33 s im Vorlauf über 400 Meter aus und gelangte mit der Staffel mit 3:31,60 min auf Rang fünf. Anschließend schied sie auch bei den NACAC-Meisterschaften in San José mit 53,41 s in der Vorrunde über 400 Meter aus, gewann aber mit der Staffel in 3:31,80 min gemeinsam mit Christine Amertil, Katrina Seymour und Adanaca Brown die Bronzemedaille hinter den Teams aus den Vereinigten Staaten und Jamaika. Daraufhin startete sie mit der Staffel bei den Weltmeisterschaften in Peking und verpasste dort mit 3:28,46 min den Finaleinzug. 2016 nahm sie an den Olympischen Sommerspielen in Rio de Janeiro teil und schied dort mit 3:26,36 min im Vorlauf der 4-mal-400-Meter-Staffel aus. Im Jahr darauf kam sie dann bei den Weltmeisterschaften in London mit der Staffel in der Vorrunde nicht ins Ziel. 2020 beendete sie ihre aktive sportliche Karriere im Alter von 32 Jahren.
2013 wurde Clarke bahamaische Meisterin im 400-Meter-Lauf.

## Persönliche Bestzeiten
- 200 Meter: 23,22 s (+2,0 m/s), 11. Juni 2016 in Montverde
- 400 Meter: 52,43 s, 28. Juni 2014 in Nassau
  - 400 Meter (Halle): 53,28 s, 16. Februar 2018 in Lubbock